# Circonscription Woreda 5
La circonscription Woreda 5 est une des 23 circonscriptions législatives de la ville-région d'Addis-Abeba. Son représentant actuel est Ibrhahim Ahmed Shefa.